# パラエオスコレクス
パラエオスコレクス（Palaeoscolex）は主にオルドビス紀に生息した脱皮動物の属の1つ。かつてはカンブリア紀に生息した複数種も含んでいたが、骨片の形態比較から多くの種が別属に分離された。